# Naturschutzgebiet Mittellauf des Stemmwegsiepens mit angrenzender Buchenwaldinsel
Das Naturschutzgebiet Mittellauf des Stemmwegsiepens mit angrenzender Buchenwaldinsel mit einer Größe von 20,7 ha liegt nördlich von Niedereimer im Stadtgebiet von Arnsberg im Hochsauerlandkreis. Es wurde 1998 mit dem Landschaftsplan Arnsberg durch den Kreistag des Hochsauerlandkreises als Naturschutzgebiet (NSG) mit dem Namen Naturschutzgebiet Stemmwegsiepen und einer Flächengröße 45,5 ha ausgewiesen. Bei der Neuaufstellung des Landschaftsplanes Arnsberg durch den Kreistag 2021 wurde das NSG mit verändertem Namen erneut ausgewiesen und die Flächengröße mehr als halbiert. Im Osten grenzt direkt das Naturschutzgebiet Arnsberger Wald (Arnsberg) an.

## Gebietsbeschreibung
Im NSG handelt es sich um den Mittellauf Stemmwegsiepen. Zum NSG gehören der Bach und die Aue mit angrenzender Buchenwald. Die Aue ist meist mit Erlen bestockt. Auch ein Teich und Feuchtwiesenbereiche gehören zum NSG. Beschreibung des Schutzgebietes im Landschaftsplan: „Das strukturreiche Tal mit einem naturnahen Bachlauf, Auwaldbereichen, einem Stillgewässer und feucht-nassen Brachen liegt inmitten ausgedehnter Nadelholzforste. Im Süden ist ein angrenzender Buchenwald einbezogen. Der südöstlich in die Wanne mündende Bach fließt naturnah, weitgehend beschattet und streckenweise mäandrierend auf steinig-kiesiger, teils auch schlammiger Sohle. Lokal haben sich Steilufer gebildet. Er wird abschnittsweise von Erlenwald begleitet, teils auf sumpfig, quellig durchsickertem Gelände, teils auf trockeneren, wohl entwässerten Standorten mit weniger Auwaldcharakter. In der Mitte der Gewässerstrecke befindet sich ein Teich, an dessen westlichem Ufer sich naturnahe Röhrichte gebildet haben. Auf dem Wasser hat sich eine Schwimmblattvegetation entwickelt. Talaufwärts schliesst sich eine binsenreiche Feuchtbrache an, teilweise mit trockeneren und blütenpflanzenreicheren Bereichen, lokal mit Weidengebüsch ausgestattet. Auf der südöstlichen Uferseite treten an einigen Stellen Quellen aus dem Talhang, die teils dicht mit Torfmoos bewachsen sind. Die Waldfläche im Süden ist ein altershomogener Buchenwald mit teils starkem Baumholz. Die Krautschicht fehlt stellenweise, ansonst ist sie nur gering bis mässig entwickelt. Eine Strauchschicht fehlt. Im Süden des Bestandes entspringt ein Quellbach mit typischer Quell-Vegetation. Der artenarme Hainsimsen-Buchenwald stellt einen charakteristischen, in der weiträumigen Umgebung jedoch gerade auch in dieser zusammenhängenden Größe nicht mehr häufigen und deshalb wertvollen Waldbiotop dar.“

## Spezielle Schutzzwecke für das NSG
Wie bei allen Naturschutzgebieten in Deutschland wurde in der Schutzausweisung darauf hingewiesen, dass das Gebiet „wegen der Seltenheit, besonderen Eigenart und Schönheit des Gebietes“ zum Naturschutzgebiet erklärt wurde. Laut Landschaftsplan erfolgte die Ausweisung speziell zum:
- „Schutz und Erhaltung von naturnahen Auen- und bachbegleitenden Wäldern und von naturnahen Fließgewässern und ihrer Lebensgemeinschaften als Refugiallebensraum und als Verbundbiotop in einer von Nadelholz dominierten Waldlandschaft;“
- „Entwicklung der Waldgesellschaften durch Umbau des Arteninventars und durch Vernetzung;“
- „Schutz, Erhaltung und Entwicklung eines struktur- und artenreichen Laubwaldkomplexes.“
- „Das NSG dient auch der nachhaltigen Sicherung von besonders schutzwürdigen Lebensräumen nach § 30 BNatSchG und von Vorkommen seltener Pflanzenarten.“[2]